# Itobi
Itobi is een gemeente in de Braziliaanse deelstaat São Paulo. De gemeente telt 7.708 inwoners (schatting 2009).

## Aangrenzende gemeenten
De gemeente grenst aan Casa Branca, São José do Rio Pardo, São Sebastião da Grama en Vargem Grande do Sul.